# ウムアヒア
ウムアヒア(英語：Umuahia[ʊmʊaːhiaː])はナイジェリア南東部のアビア州の州都。

2006年の人口は約35.9万人。

## 交通

### 鉄道
ポートハーコート⇔ウムアヒア⇔エヌグ

## 民族
- イボ人

## 経済
鉄道が交差する為、ヤムやキャッサバ、玉蜀黍、タロイモ、柑橘類、パーム油の集散地になった。
近郊のウムディケには国立根菜研究所が有る。
大学や病院も複数有る。

## 歴史
イボ人のウムオクパラ族、イベク族、オロコロ族、ウバカラ族、オフフ族の5つの氏族が住んでいた。
1914年、イギリスがイギリス領ナイジェリアに組み込んだ。
1916年、野菜市場が設置された。
1967年9月28日、ビアフラ共和国の2番目の首都になった。
これは最初の首都のエヌグがナイジェリア政府軍に占領された為である。
1968年6月28日、政府軍のOAU作戦によって占領された。
7月23日、ビアフラ共和国が再占領した。
1969年4月22日、再び政府軍に占領されかけたが、押し返した。
12月24日、政府軍に占領された。
首都はオウェリに移った。